# Обыкновенный мешкожаберный сом
Обыкновенный мешкожаберный сом (лат. Heteropneustes fossilis) — вид лучепёрых рыб семейства Heteropneustidae. Распространён в Южной и Юго-Восточной Азии: Пакистан, Индия, Шри-Ланка, Непал, Бангладеш, Мьянма, Таиланд и Лаос.

## Описание
Максимальная длина тела 41,2 см. Тело удлиненное и несколько сжатое с боков, во время плавания змеевидно извивается. Плавники закругленные, кроме анального, который заострен и тянется от середины брюха до хвостового плавника, но не сливается с ним. Лучи грудного плавника имеют шипы с ядовитыми железами. Голова небольшая с маленькими глазами, четыре пары усиков.

## Содержание в аквариуме
Аквариум объёмом от 100 литров. На дно необходимо установить большое количество камней, коряг и пещер. Грунт укладывается слоем 2 см. Также требуется фильтрация и аэрация. Параметры воды: Т=15-28°С, pH=6.6-7.6, GH=3-16. В аквариуме сом может прожить до 12 лет.